# European Stroke Organisation

Logo der ESO

Die European Stroke Organisation (ESO) ist eine europaweite Vereinigung von Ärzten und Wissenschaftlern sowie nationalen und regionalen Schlaganfall-Gesellschaften. Sie wurde im Dezember 2007 in Heidelberg gegründet und ging bei der Vereinigung aus dem European Stroke Council (ESC) und der European Stroke Initiative (EUSI) hervor. Präsident der ESO ist Martin Dichgans (München, Deutschland). Als Nachfolger wurde Peter Kelly (Dublin, Irland) gewählt. Sitz der Gesellschaft ist Basel.

## Ziele und Aufgabe
Der Verein hat es sich zur Aufgabe gemacht, die Behandlung des Schlaganfalls in Europa zu verbessern. Dies soll vor allem durch eine bessere Ausbildung von Medizinern und Laien bezüglich Schlaganfall erfolgen, aber auch durch das Erstellen ständig aktualisierter Behandlungsleitlinien, die in verschiedene Sprachen übersetzt werden. Ferner wird eine Harmonisierung des Schlaganfall-Managements in Europa angestrebt, beispielsweise mit der Definition von Standards für Stroke Units. Es wird die Reduktion der durch Schlaganfall verursachten Todesfälle und die Verbesserung der Versorgung von Betroffenen angestrebt. Dafür werden Schulungen und Symposien in ganz Europa angeboten, ebenso beteiligt sich die ESO an der jährlich stattfindenden European Stroke Organisation Conference (ESOC).

## Journal
Der Verein unterstützt die Herausgabe der wissenschaftlichen Fachzeitschrift European Stroke Journal, welche quartalsweise erscheint.